# Yavatmal R
Yavatmal R es una ciudad censal situada en el distrito de Yavatmal en el estado de Maharashtra (India). Su población es de 14 766 habitantes (2011). Se encuentra a  1 km de Yavatmal y a 145 km de Nagpur.

## Demografía
Según el censo de 2011 la población de Yavatmal R era de 14766 habitantes, de los cuales 7571 eran hombres y 7195 eran mujeres. Yavatmal R tiene una tasa media de alfabetización del 95,37%, superior a la media estatal del 82,34 %: la alfabetización masculina es del 96,82 %, y la alfabetización femenina del 93,85 %.